# Bílá vrána (píseň, Josef Zíma)
Bílá vrána je v roce 1964 zpěvákem Josefem Zímou česky otextovaná a nazpívaná verze původně japonské písničky Ue o muite arukó (上を向いて歩こう) z roku 1963, jejíž text napsal Hačidai Nakamura, melodii Rokusuke Ei a nazpíval ji jako svou nejslavnější píseň zpěvák Kjú Sakamoto.
V anglicky mluvícím světě se stala hitem i původní nahrávka v japonštině, ale pod jménem Sukiyaki, které bylo zvoleno pro svou zvukomalebnost, ale je jen anglickým přepisem japonského názvu jídla sukijaki a s původním textem písničky nemá nic společného. Této původní nahrávky nazpívané Kjúem Sakamotem se prodalo přes 13 miliónů a patří tak do dvacítky prodejně nejúspěšnějších singlů všech dob.
Kromě toho vzniklo i mnoho dalších coververzí pod různými názvy, jak s překlady, tak zcela přetextovaných, jen s původní melodií.

## Česká verze
Josef Zíma si píseň sám pro sebe přetextoval, přičemž titulní bílou vránou, kterou v noci potká a zamýšlí se nad tím, proč je venku za tmy a ne ve dne, jak má těžký život, a které na konci písničky věnuje peníz „na rum či na památku“, je myšlena prostitutka, což tehdejší cenzory nenapadlo.
Píseň Zíma nahrál s Tanečním orchestrem Československého rozhlasu pod vedením dirigenta Josefa Votruby a vydal ji Supraphon. Byla vydána nejprve jako malá deska, která měla na druhé straně píseň Loďka z kůry nazpívanou Josefem Zímou a Pavlínou Filipovskou.

## Původní japonská verze
Původní titul písně znamená zhruba hledím při chůzi vzhůru a stejně začíná i text, ve kterém zpěvák vypráví, jak se při procházce kouká nahoru, aby mu netekly slzy, když v současné osamělosti vzpomíná na minulé štěstí a bloumá slzícíma očima po nebi.
Hačidai Nakamura napsal text pod vlivem smutku z neúspěšného protestu proti smlouvě o vzájemné spolupráci a bezpečnosti mezi Spojenými státy americkými a Japonskem, ale vzhledem k vágnosti lze text interpretovat jako smutek nad ztracenou láskou.